# 2065
2065 (ММLXV) е обикновена година, започваща в четвъртък според григорианския календар. Тя е 2065-ата година от новата ера, шестдесет и петата от третото хилядолетие и шестата от 2060-те.